# Tractat d'Oliwa

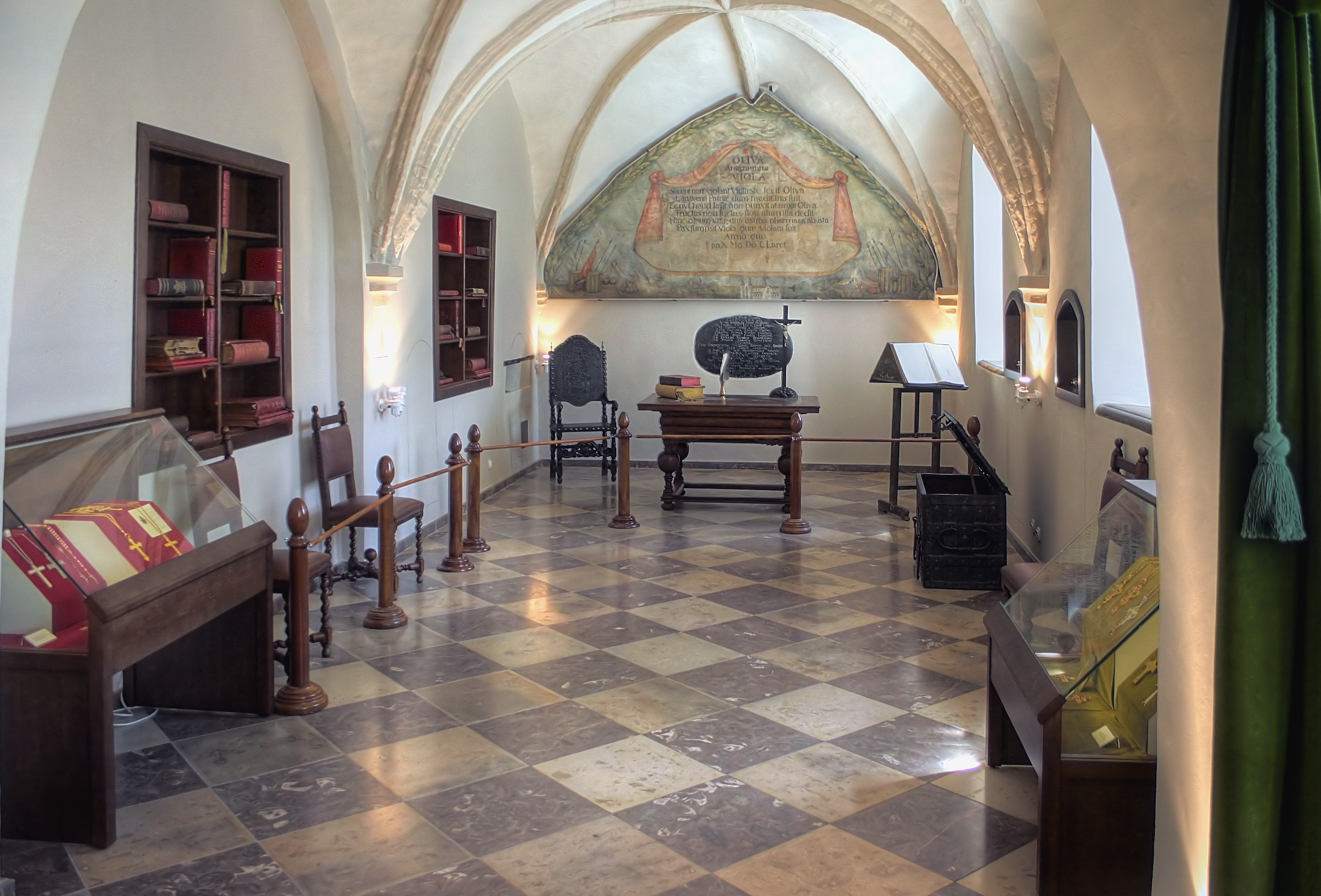
Habitació al monestir d'Oliva on es va signar el tractat

El Tractat d'Oliva (o Pau d'Oliva; en alemany: Vertrag von Oliva, en polonès: pokój Oliwski, en suec: Freden i Oliva) va ser un tractat de pau signat a la ciutat d'Oliwa (en llatí: Oliva) a prop de Danzig a la Prússia Reial, província de la Mancomunitat polonesolituana, el 3 de maig de 1660 que tancava la Segona Guerra del Nord poc després de la mort de Carles X Gustau de Suècia.
Els signataris van ser l'emperador Leopold I, l'elector Frederic Guillem de Brandenburg, el regent suec Magnus Gabriel De la Gardie i el rei Joan II Casimir de Polònia. La placa commemorativa deia:  Pacis OLIVIENSIS AD GEDANUM IN PRVSSIA .
En el tractat Joan II Casimir renunciava a les seves pretensions a la corona sueca, que el seu pare, Segimon III, havia perdut en 1599. Polònia a més cedia formalment la Livònia a Suècia juntament amb la ciutat de Riga, que havia estat sota control suec des de la dècada de 1620. El tractat resolia els conflictes entre Suècia i Polònia que havien quedat dempeus des de la guerra de 1598-1599 entre el duc Carles i Segimon III Vasa (Segismon III de Suècia), les Guerres suecopoloneses (1600 - 1629) i les Guerres del Nord (1655 - 1660).
Els Hohenzollern de Brandenburg van veure a més reconeguda la seva independència i sobirania sobre el Ducat de Prússia; anteriorment havien dominat el territori com a feu del rei de Polònia. En cas que la família s'extingís, el territori revertiria a la Corona polonesa.
El Tractat d'Oliva, juntament amb el Tractat de Copenhaguen d'aquest mateix any, van marcar el zenit del poder suec.